# Madagaskarhöhlenweih

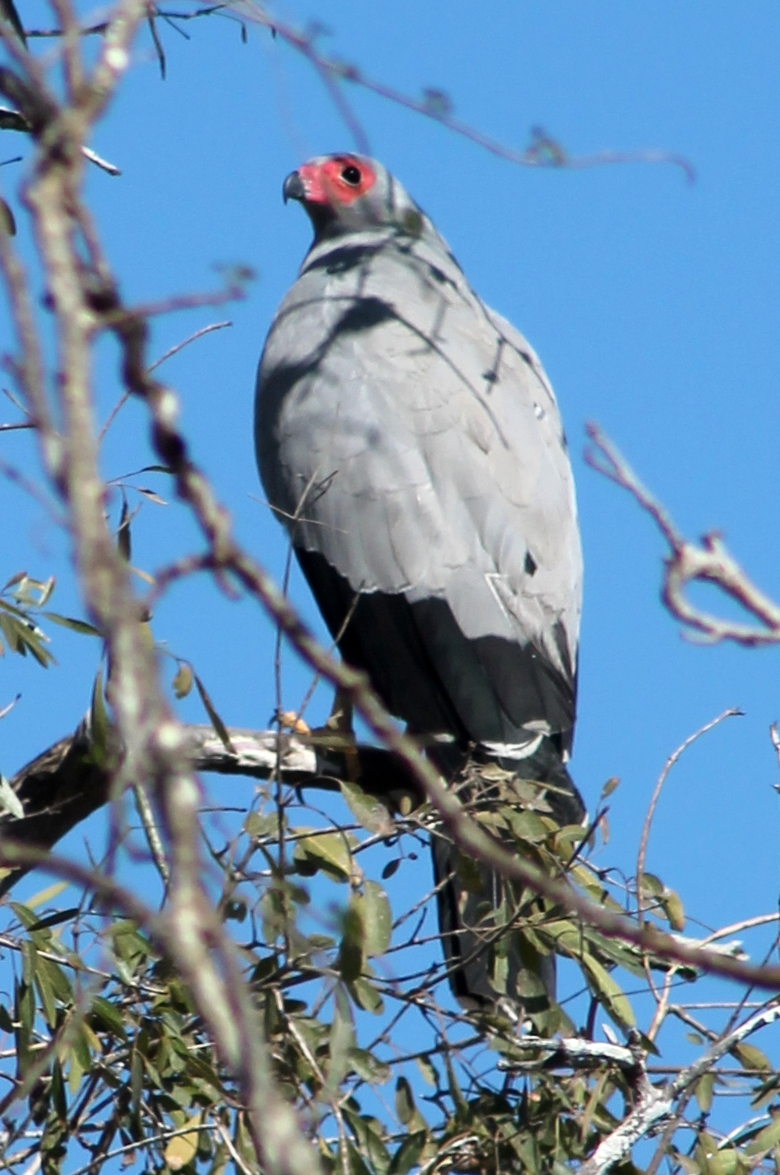
Rückansicht

Die Madagaskarhöhlenweih (Polyboroides radiatus) ist ein endemisch auf Madagaskar vorkommender Greifvogel aus der Familie  der Habichtartigen (Accipitridae).

## Beschreibung
Die Madagaskarhöhlenweih erreicht eine Größe von 57 bis 68 Zentimetern und eine Flügelspannweite von 116 bis 132 Zentimetern. Das Gesicht ist nackt und mit einer gelblichen bis rosaroten Wachshaut versehen. Am Hinterkopf befindet sich eine Haube, wodurch der relativ kleine Kopf größer erscheint. Das Gefieder ist bleigrau bis schiefergrau, die Flügel haben oberseits einige schwarze Flecke, die Spitzen der Schwingen sind tiefschwarz. Die Steuerfedern zeigen auf schwarzem Grund eine breite weiße Binde in der Mitte sowie eine schmale weiße Endbinde. Bauch, Flanken, Unterschwanzdecken, das Beingefieder sowie die Unterflügeldecken sind fein grau und weiß gebändert („gesperbert“). Männchen und Weibchen unterscheiden sich lediglich in der Größe, was sich in der Flügellänge ausdrückt, die bei den Weibchen 384 bis 415 Millimeter misst, bei den Männchen 367 bis 401 Millimeter. Die langen Beine sowie die Füße haben eine hellgelbe Farbe, der Schnabel ist schwarz.

## Verbreitung und Lebensraum
Das Verbreitungsgebiet der Madagaskarhöhlenweih umfasst einen sehr breiten Küstenstreifen um die gesamte Insel Madagaskar herum. Sie fehlt jedoch im zentralen Hochland. Hauptlebensraum sind dichte Wälder, Bananenplantagen sowie Ränder von Feuchtgebieten und Reisfeldern.

## Lebensweise

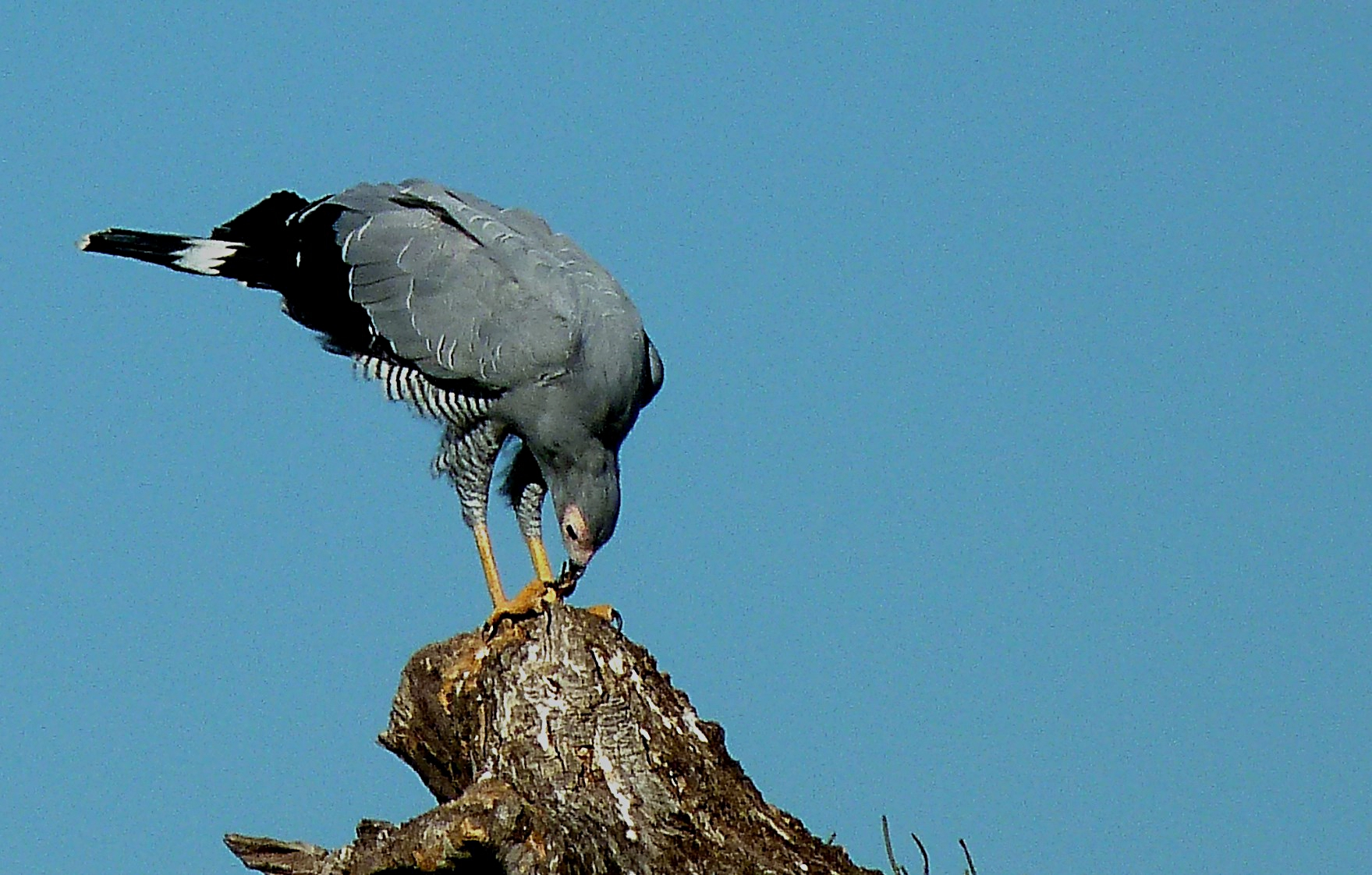
Madagaskarhöhlenweih bei der Nahrungsaufnahme

Die Madagaskarhöhlenweih ernährt sich außerordentlich variabel, beispielsweise von Insekten, Eidechsen, Schlangen, Geckos, Chamäleons, Froschlurchen sowie von Vogeleiern, Nestlingen, erwachsenen Vögeln, Haushuhn-Küken, gelegentlich auch von Früchten der Ölpalme. Des Weiteren werden kleine Säugetiere erbeutet, dazu zählen: Mäuse, Ratten, Igeltenreks, Rote Flughunde und Lemurenarten. Die Nahrungssuche erfolgt überwiegend in einer charakteristischen Art und Weise: Die Vögel prüfen mit dem Kopf oder mit den Füßen Nest- oder Höhlenöffnungen und ziehen so gefundene Beute dann heraus. Gelegentlich werden auch Steine am Boden gewendet.
Die Brutsaison fällt schwerpunktmäßig in den Monat Oktober. Das aus Zweigen und Blättern gebildete flache, schalenförmige Nest wird überwiegend 10 bis 32 Meter über dem Erdboden in der Astgabel eines hohen Baumes vom Weibchen angelegt und meist mit zwei hellbraunen, mit rotbraunen Sprenkeln überzogenen Eiern bestückt. Zuweilen werden die Nester mehrfach verwendet. Rund 61 % der 39 Tage dauernden Zeit brütet das Weibchen, die restliche Zeit das Männchen. Da innerhalb der ersten sieben Tage nach dem Schlüpfen oftmals Kainismus beobachtet wurde, überlebt in den meisten Fällen nur ein Junges. Anfangs sorgt allein das Männchen für Nahrung, während das Weibchen die Beute zerteilt und verfüttert. Der Jungvogel verlässt das Nest erstmals nach ca. 50 Tagen, ist jedoch noch einige Zeit von den Eltern abhängig.

## Gefährdung
Die Madagaskarhöhlenweih ist auf Madagaskar weit verbreitet und fehlt lediglich in den Hochlagen im Zentrum der Insel sowie auf Ödland. Sie wird demzufolge von der Weltnaturschutzorganisation IUCN als  „least concern = nicht gefährdet“ klassifiziert.